# فهرست رؤسای باشگاه فوتبال اینتر میلان

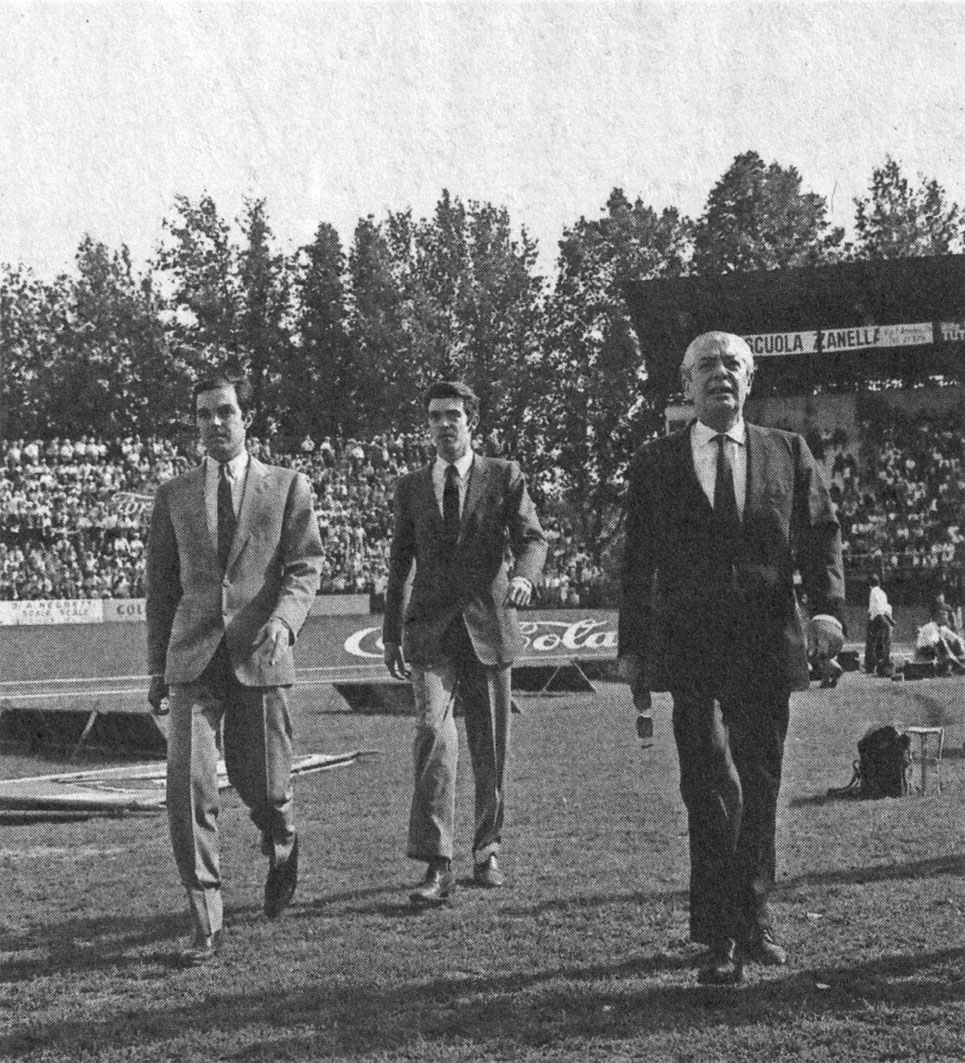
جیان مارکو، ماسیمو و آنجلو موراتی در سال ۱۹۶۷

لیست زیر تمام رؤسای باشگاه فوتبال اینترناتزیوناله میلانو را از ابتدا تا به حال نشان می‌دهد.

## تاریخچه
اولین رئیس باشگاه فوتبال اینتر میلان، جووانی پارامیتیوتی نام داشت که یکی از بنیانگذاران این باشگاه نیز به حساب می‌آمد. پارامیتیوتی تنها یک سال بر مسند ریاست نشست و در سال ۱۹۰۹، با توجه به خواست اکثریت اعضای سوئیسی باشگاه، اتور استرائوس جانشین او شد.
طولانی‌ترین دوره ریاست متعلق به ماسیمو موراتی می‌باشد که در سال ۱۹۹۵ باشگاه را از ارنستو پلگرینی خرید. ماسیمو موراتی به مدت ۱۸ سال از ۱۹۹۵ تا ۲۰۱۳ به‌طور غیرمستمر ریاست باشگاه را بر عهده داشت و در طول این مدت دو بار استعفا داد؛ اولین بار از مه تا ژوئیه ۲۰۰۹ و دومین بار از ژانویه ۲۰۰۴ تا نوامبر ۲۰۰۶، جایی که این نقش به جاچینتو فاکتی واگذار شد.
ماسیمو موراتی موفق‌ترین رئیس باشگاه اینتر از لحاظ تعداد جام کسب شده نیز می‌باشد؛ به طوری که بین سال‌های ۱۹۹۸ تا ۲۰۱۱ موفق به کسب ۱۶ جام شد که شامل ۵ عنوان قهرمانی سری آ، ۴ کوپا ایتالیا، ۳ سوپرجام فوتبال ایتالیا، ۱ جام یوفا، ۱ لیگ قهرمانان اروپا و ۱ جام باشگاه‌های فوتبال جهان می‌باشد. دومین رئیس پر افتخار باشگاه، آنجلو موراتی پدر ماسیمو می‌باشد که از سال ۱۹۵۵ تا ۱۹۶۸ در راس باشگاه بود و ۳ عنوان قهرمانی سری آ، ۲ جام باشگاه‌های اروپا و ۲ جام بین قاره‌ای را به دست آورد.
دوران موراتی در سال ۲۰۱۳ به پایان رسید، زمانی که یک تاجر اندونزیایی به نام اریک توهیر، باشگاه را خریداری کرد و تبدیل به اولین رئیس غیر ایتالیایی تاریخ باشگاه اینتر میلان شد. در سال ۲۰۱۶، توهیر باشگاه را به گروه سانینگ که تحت مالکیت ژانگ ژیندانگ بود فروخت. در سال ۲۰۱۸، استیون ژانگ فرزند ژانگ ژیندانگ، ریاست باشگاه را برعهده گرفت و تبدیل به جوان‌ترین رئیس باشگاه و همچنین تنها رئیس خارجی شد که موفق به کسب جام می‌شود.

## لیست رؤسای باشگاه اینتر

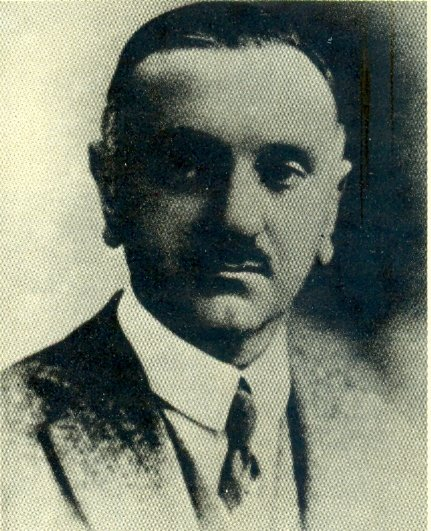
جووانی پارامیتیوتی اولین رئیس باشگاه فوتبال اینتر میلان

آنجلو موراتی در سال ۱۹۵۵ باشگاه اینتر را خریداری کرد و ریاست باشگاه را بر عهده گرفت.

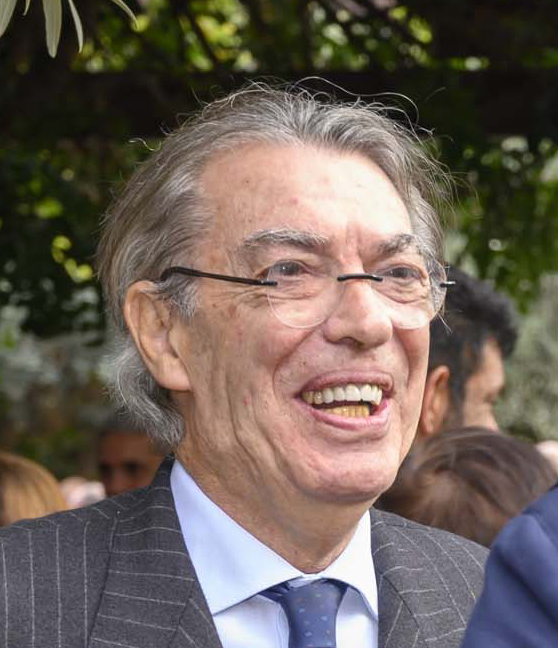
ماسیمو موراتی فرزند آنجلو موراتی که با کسب ۱۶ جام، موفق‌ترین رئیس باشگاه اینتر از لحاظ تعداد جام کسب شده می‌باشد.

| نام                       | ملیت    | سال       |
| ------------------------- | ------- | --------- |
| جووانی پارامیتیوتی        | ایتالیا | ۱۹۰۹–۱۹۰۸ |
| اتور استرائوس             | ایتالیا | ۱۹۱۰–۱۹۰۹ |
| کارلو ده مدیچی            | ایتالیا | ۱۹۱۲–۱۹۱۰ |
| امیلیو هیرتزل             | ایتالیا | ۱۹۱۳–۱۹۱۲ |
| لوئیجی آنسباچر            | ایتالیا | ۱۹۱۳-۱۹۱۴ |
| جوزپه ویسکونتی دی مودرونه | ایتالیا | ۱۹۱۹–۱۹۱۴ |
| جورجیو هالس               | ایتالیا | ۱۹۲۰–۱۹۱۹ |
| فرانچسکو مائورو           | ایتالیا | ۱۹۲۳–۱۹۲۰ |
| انریکو اولیوتی            | ایتالیا | ۱۹۲۶–۱۹۲۳ |
| سناتوره بورلتی            | ایتالیا | ۱۹۲۸–۱۹۲۶ |
| ارنستو توروسیو            | ایتالیا | ۱۹۲۹–۱۹۲۸ |
| اورسته سیمونوتی           | ایتالیا | ۱۹۳۱–۱۹۲۹ |
| فردیناندو پوتزانی         | ایتالیا | ۱۹۴۲–۱۹۳۱ |
| کارلو ماسرونی             | ایتالیا | ۱۹۵۵–۱۹۴۲ |
| آنجلو موراتی              | ایتالیا | ۱۹۶۸–۱۹۵۵ |
| ایوانوئه فرایتزولی        | ایتالیا | ۱۹۸۴–۱۹۶۸ |
| ارنستو پلگرینی            | ایتالیا | ۱۹۹۵–۱۹۸۴ |
| ماسیمو موراتی             | ایتالیا | ۲۰۰۴–۱۹۹۵ |
| جاچینتو فاکتی             | ایتالیا | ۲۰۰۶–۲۰۰۴ |
| ماسیمو موراتی             | ایتالیا | ۲۰۱۳–۲۰۰۶ |
| اریک توهیر                | اندونزی | ۲۰۱۸–۲۰۱۳ |
| استیون ژانگ               | چین     | ۲۰۲۴–۲۰۱۸ |
| جوزپه ماروتا              | ایتالیا | –۲۰۲۴     |

## لیست رؤسای باشگاه اینتر بر پایه جام‌های کسب شده
- پر افتخارترین رؤسای باشگاه اینتر به ترتیب عبارت اند از: ۱-ماسیمو موراتی/جاچینتو فاکتی(۱۶ جام)[توضیح ۱] ۲-آنجلو موراتی و استیون ژانگ(۷ جام)

| نام                | سری آ | کوپا ایتالیا | سوپر جام ایتالیا | لیگ قهرمانان اروپا | جام یوفا | جام بین قاره ای | جام باشگاه‌های فوتبال جهان | مجموع |
| ------------------ | ----- | ------------ | ---------------- | ------------------ | -------- | --------------- | ------------------------- | ----- |
| ماسیمو موراتی      | ۴     | ۲            | ۲                | ۱                  | ۱        |                 | ۱                         | ۱۱    |
| آنجلو موراتی       | ۳     |              |                  | ۲                  |          | ۲               |                           | ۷     |
| استیون ژانگ        | ۲     | ۲            | ۳                |                    |          |                 |                           | ۷     |
| جاچینتو فاکتی      | ۱     | ۲            | ۲                |                    |          |                 |                           | ۵     |
| ایوانوئه فرایتزولی | ۲     | ۲            |                  |                    |          |                 |                           | ۴     |
| ارنستو پلگرینی     | ۱     |              | ۱                |                    | ۲        |                 |                           | ۴     |
| فردیناندو پوتزانی  | ۲     | ۱            |                  |                    |          |                 |                           | ۳     |
| کارلو ماسرونی      | ۲     |              |                  |                    |          |                 |                           | ۲     |
| کارلو ده مدیچی     | ۱     |              |                  |                    |          |                 |                           | ۱     |
| جورجیو هالس        | ۱     |              |                  |                    |          |                 |                           | ۱     |
| اورسته سیمونوتی    | ۱     |              |                  |                    |          |                 |                           | ۱     |
| مجموع              | ۲۰    | ۹            | ۸                | ۳                  | ۳        | ۲               | ۱                         | ۴۶    |

## توضیحات
1. ↑  موراتی دو بار در طول دوران ریاست خود استعفا داد؛ اولین بار از مه تا ژوئیه ۲۰۰۹ و دومین بار از ژانویه ۲۰۰۴ تا نوامبر ۲۰۰۶، جایی که این نقش به جاچینتو فاکتی واگذار شد.